# SoftBank X03HT
SoftBank X03HT（ソフトバンクX03HT）はHTCが開発しソフトバンクモバイルが販売するW-CDMA及びGSMクワッドバンド通信方式に対応するスマートフォン。2008年（平成20年）4月25日発売。

## 対応サービス・機能
- Windows Mobile 6 Standard 日本語版搭載
- Windows Live for Windows Mobile 搭載
  - Windows Live メール
  - Windows Live メッセンジャー
- HTML形式のメールを読める
- メディアプレイヤー
  - AMR/AAC/HE-AAC/WAV/WMA/WMV/MP3 対応
- かんたんWi-Fi接続
- 絵文字自動変換機能
- デコレメール（受信のみ）

| 主な対応サービス         | 主な対応サービス       | 主な対応サービス     | 主な対応サービス |
| ------------------------ | ---------------------- | -------------------- | ---------------- |
| S!一斉トーク             | S!ともだち状況         | Yahoo!mocoa          |                  |
| S!ループ                 | S!タウン               | S!速報ニュース       |                  |
| PCサイトダイレクト       | 電子コミック           | S!アプリ             |                  |
| 着うたフル／着うた       | デコレメール(受信のみ) | S!電話帳バックアップ |                  |
| S!FeliCa                 | S!ミュージックコネクト | S!GPSナビ            |                  |
| コンテンツおすすめメール | TVコール               | 世界対応ケータイ     |                  |
| ワンセグ                 | 3G ハイスピード        | S!おなじみ操作       |                  |

## 特徴
HTC S730と呼ばれている機種をソフトバンクモバイル向けにカスタマイズしたスマートフォン。電話型テンキーとスライド式のQWERTY配列キーボードの2種類を装備しており、通常で普通の携帯電話の様に扱う事ができ、スライドさせるとQWERTY配列キーボードが現れ、パソコンの様に扱う事が可能。また、X02HTと同様にWindows Mobile 6 Standardの為、タッチパネルを搭載しておらずソフトバンクWi-Fiスポットも使えない。